# Страх и трепет
«Страх и тре́пет» — философский трактат Сёрена Кьеркегора. В центре внимания автора — вопрос о вере в Бога и её возможности в современных условиях. В качестве основы мыслитель обращается к ветхозаветной повести об Аврааме и его любимом сыне Исааке (Быт. 22:1-19). Парадоксальную сущность веры Кьеркегор вскрывает через размышления по поводу чуда спасения Исаака и самоотверженности Авраама.

## История
Трактат был опубликован в 1843 году под псевдонимом Иоанн Молчальник (лат. Johannes de silentio [Иоханнес де Силенцио]). Как часто бывает у Кьеркегора, книга написана от лица вымышленного автора, и, строго говоря, должна рассматриваться как отстранённое выражение религиозной жизненной позиции, а не как собственная позиция философа. Жанр определён автором как «диалектическая лирика».
Название трактата взято из Библии; эти слова встречаются несколько раз. В посланиях апостола Павла говорится: «и был я у вас в немощи и в страхе и в великом трепете» (1Кор. 2:3); «со страхом и трепетом совершайте своё спасение» (Флп. 2:12); «и столь ужасно было это видение, что и Моисей сказал: я в страхе и трепете» (Евр. 12:21); «страх и трепет нашел на меня, и ужас объял меня» (Псал. 54:6).

## Содержание
Кьеркегор признаёт вслед за Кантом, что с этической точки зрения жертвоприношение сына было бы просто убийством. Но Авраам, по Кьеркегору, «перешагивает через всё этическое, и вне его он обретает более высокую цель, в отношении к которой он и устраняет этическое». Кьеркегор говорит о «телеологическом упразднении этического», возможном для человека, живущего религиозной жизнью (в противоположность людям, живущим, по терминологии Кьеркегора, эстетически или этически).
«Парадокс веры таков: единичный индивид выше, чем всеобщее» (то есть всеобщие моральные нормы); «существует абсолютный долг перед Богом», по сравнению с которым «этическое оказывается сведенным к относительному». Авраам — «рыцарь веры», верующий «силой абсурда».
При этом его вера не является верой в то, что Бог отменит своё приказание, или верой в будущую жизнь: Авраам собирался совершить жертвоприношение и при этом «верил в противоречие» — в то, что он «состарится на этой земле, почитаемый своим народом, благословенный в своем роде, незабвенный в Исааке — любимейшем в его жизни».
В «Страхе и трепете» Кьеркегор подспудно спорит с тезисом Гегеля о том, что человеческие представления о добром и справедливом предопределяются традициями и нормами соответствующего общества. На примере Авраама он демонстрирует, что для подлинно верующего человека высшей нормой становятся не правила и обычаи его сородичей, а диктат высшего, божественного порядка, — вера, которую окружающие его люди этического или эстетического типов могут воспринимать как нечто абсурдное.

### Рыцарь веры
Кьеркегор противопоставляет «рыцаря веры» «трагическому герою», который в конечном счете не выходит из рамок этического, хотя бы в его действиях, на поверхностный взгляд, и было нечто подобное поступку Авраама. Так, в качестве примера рассматривается сюжет трагедии Еврипида «Ифигения в Авлиде», в которой Агамемнон вынужден принести свою дочь Ифигению в жертву богам, или библейский персонаж Иеффай, который тоже по обету приносит дочь в жертву. Такой трагический герой может вызвать сочувствие, или даже восхищение, но рыцарь веры находится в экзистенциальном одиночестве, потому что он не мог бы рационально объяснить свои действия — «его никто не может понять». Кьеркегор указывает, что, например, Иеффай исполняет обет после победы над иноплеменниками; но смерть Исаака, напротив, никому не принесла бы пользы. Таким образом, Авраам был поставлен в ситуацию, когда от него требовалось «верить силой абсурда», и он выдержал это испытание.

## Интерпретация
Как замечает комментатор русского перевода, в трактате присутствует полемика с Гегелем и некоторыми датскими его последователями (в частности, с Х.-Л. Мартенсеном[en]), которые утверждали, что можно «пойти дальше веры», опираясь на принцип философского сомнения, предложенный Декартом:354—355. Кьеркегор иронизирует: «Говорят, что Гегеля понять трудно, а понять Авраама — просто пустяк. Пойти дальше Гегеля — это чудо, но пойти дальше Авраама — ничего не стоит»:34. В другом месте он, напротив, подчеркивает, что «вера — это высшая страсть в человеке. В каждом поколении, возможно, существуют многие, кто вообще не приходит к ней, но ни один не идет дальше»:111.
Следует отметить, что известная поэма Иосифа Бродского «Исаак и Авраам» была создана автором под непосредственным впечатлением от чтения книги Кьеркегора «Страх и трепет».

## Тексты
- Кьеркегор С. Страх и трепет. — М.: Республика, 1993. — 383 с.
- Кьеркегор С. Страх и трепет (сборник из трёх произведений) / Перевод с датского языка Н. В. Исаевой, С. А. Исаева. — М.: Культурная революция, 2010. — 488 с.